# Сааведра, Игнасио
Игнасио Антонио Сааведра Пино (исп. Ignacio Antonio Saavedra Pino; род. 12 января 1999, Сантьяго) — чилийский футболист, полузащитник клуба «Сочи».

## Клубная карьера

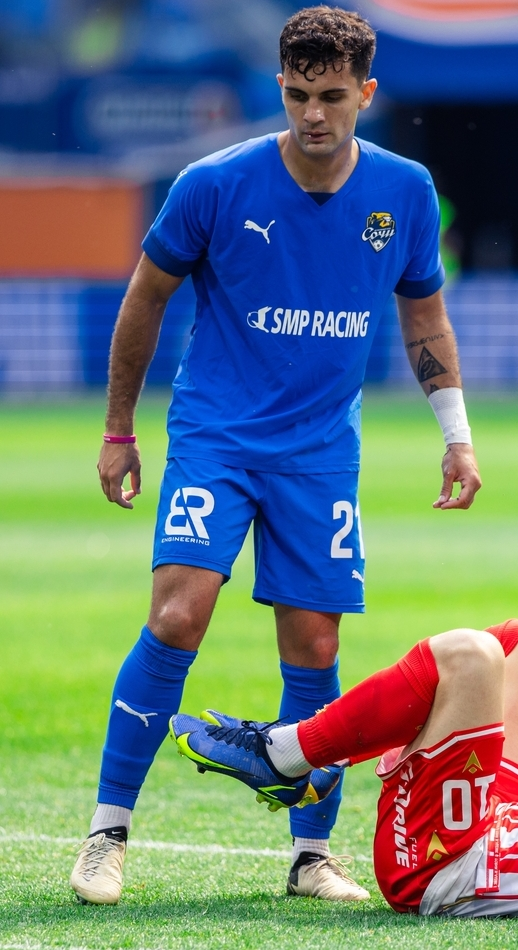
Сааверда в составе «Сочи»

### «Универсидад Католика»
Сааведра — воспитанник клуба «Универсидад Католика». 4 августа 2018 года в матче против «Эвертона» из Винья-дель-Мар он дебютировал в чилийской Примере. 30 сентября 2021 года в матче чилийской Примере против «Депортес Мелипилья» (4:0) Сааведра провёл свой 100-й матч за «Универсидад Католика». 14 мая 2023 года в матче против клуба «Депортес Копьяпо» (1:4) Игнасио провёл свой 100-й матч в чемпионате Чили.

### «Сочи»
24 января 2024 года перешёл в российский клуб «Сочи» на правах свободного агента. 3 марта 2024 года в матче чемпионата России против «Балтики» (0:0) он дебютировал за новый клуб, выйдя в стартовом составе. 5 мая 2024 года в матче чемпионата России против московского «Динамо» (3:2) Сааведра забил дебютный гол за «Сочи». По результатам сезона 2023/24 «Сочи» занял последнее место в чемпионате и вылетел в Первую лигу.
В сезоне 2024/25 Игнасио Сааведра вместе с «Сочи» занял пятое место в Первой лиге, но всё же вышел в стыковые матчи за право сыграть в следующем сезоне РПЛ вместо «Черноморца». Чилийский полузащитник провёл 33 матча в Первой лиге, набрав 7 очков по системе «гол+пас» (1+6). В переходных матчах «Сочи» обыграл «Нижний Новгород» с общим счётом 4:3 и вернулся в чемпионат России спустя год.
Перед началом сезона 2025/26 сменил игровой номер с 21-го на 6-й.

## Международная карьера
В 2015 году Сааведра в составе юношеской сборной Чили принял участие в домашнем юношеском чемпионате мира. На турнире он сыграл в матчах против команд Хорватии, Нигерии США и Мексики.
27 марта 2021 года в товарищеском матче против сборной Боливии (2:1) дебютировал за сборную Чили, выйдя на замену в конце матча.

## Статистика
| Выступление          | Выступление      | Выступление      | Чемпионат | Чемпионат | Кубки | Кубки | Конт. | Конт. | Другие | Другие | Итого | Итого |
| Клуб                 | Лига             | Сезон            | Игры      | Голы      | Игры  | Голы  | Игры  | Голы  | Игры   | Голы   | Игры  | Голы  |
| -------------------- | ---------------- | ---------------- | --------- | --------- | ----- | ----- | ----- | ----- | ------ | ------ | ----- | ----- |
| Универсидад Католика | Примера Дивисьон | 2018             | 13        | 0         | 0     | 0     | 0     | 0     | —      | —      | 13    | 0     |
| Универсидад Католика | Примера Дивисьон | 2019             | 9         | 0         | 4     | 0     | 2     | 0     | —      | —      | 15    | 0     |
| Универсидад Католика | Примера Дивисьон | 2020             | 32        | 0         | 3     | 0     | 11    | 0     | —      | —      | 46    | 0     |
| Универсидад Католика | Примера Дивисьон | 2021             | 28        | 0         | 3     | 0     | 8     | 0     | —      | —      | 39    | 0     |
| Универсидад Католика | Примера Дивисьон | 2022             | 25        | 0         | 6     | 0     | 6     | 0     | —      | —      | 37    | 0     |
| Универсидад Католика | Примера Дивисьон | 2023             | 28        | 0         | 5     | 0     | 1     | 0     | —      | —      | 34    | 0     |
| Универсидад Католика | Итого            | Итого            | 135       | 0         | 19    | 0     | 28    | 0     | —      | —      | 182   | 0     |
| Сочи                 | Премьер-лига     | 2023/24          | 12        | 1         | 1     | 0     | —     | —     | —      | —      | 13    | 1     |
| Сочи                 | Первая лига      | 2024/25          | 33        | 1         | 3     | 0     | —     | —     | 2      | 0      | 38    | 1     |
| Сочи                 | Премьер-лига     | 2025/26          | 0         | 0         | 0     | 0     | —     | —     | —      | —      | 0     | 0     |
| Сочи                 | Итого            | Итого            | 45        | 2         | 4     | 0     | —     | —     | 2      | 0      | 51    | 2     |
| Всего за карьеру     | Всего за карьеру | Всего за карьеру | 180       | 2         | 23    | 0     | 28    | 0     | 2      | 0      | 233   | 2     |

1. ↑  Кубок Чили, Суперкубок Чили, Кубок России.
2. ↑  Южноамериканский кубок, Кубок Либертадорес.
3. ↑  Переходные (стыковые) матчи Первая лига — РПЛ.

## Достижения
«Универсидад Католика»
- Чемпион Чили: 2018, 2019, 2020[англ.], 2021[англ.]
- Обладатель Суперкубка Чили: 2019[англ.], 2020[англ.], 2021[англ.]

Чили (до 20 лет)
- Южноамериканские игры: 2018[англ.]